# Улица Тургенева (Астрахань)

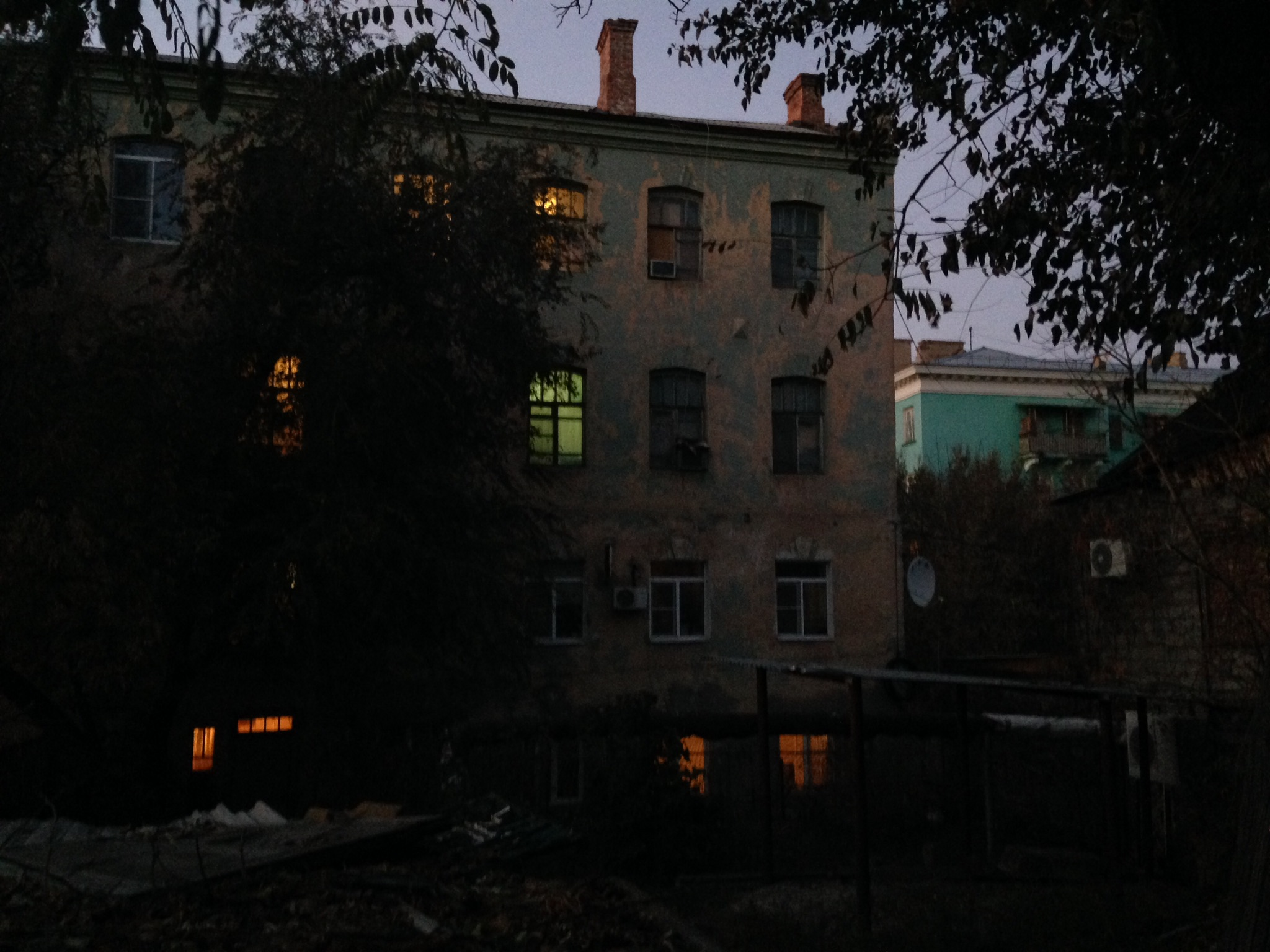
Дом № 15/1 по улице Тургенева, вид со стороны Эспланадной

У́лица Турге́нева — одна из улиц исторического района Белый город в центральной части Астрахани. Начинается от улицы Кирова напротив ЦУМа и идёт с северо-востока на юго-запад параллельно Эспланадной улице. Заканчивается у улицы Василия Тредиаковского напротив стен Астраханского кремля.
Улица практически целиком застроена зданиями дореволюционного периода, в том числе памятниками архитектуры.

## История
В 1837 году официально утверждено уже существовавшее на тот момент название Артиллерийская, в 1920 улица переименована в честь писателя Ивана Сергеевича Тургенева.

## Застройка
- дом 3/13 —  памятник архитектуры Дом жилой (конец XIX в.)
- дом 5/11 —  памятник архитектуры Астраханское общество взаимного кредита (1894 г.)
- дом 7-9/7-9 —  памятник архитектуры Усадьба Е. А. Краснова